# العلاقات السنغالية المكسيكية
العلاقات السنغالية المكسيكية هي العلاقات الثنائية التي تجمع بين السنغال والمكسيك.

## مقارنة بين البلدين
هذه مقارنة عامة ومرجعية للدولتين:
| وجه المقارنة                                              | السنغال                                              | المكسيك                                                                               |
| --------------------------------------------------------- | ---------------------------------------------------- | ------------------------------------------------------------------------------------- |
| المساحة (كم2)                                             | 196.72 ألف                                           | 1.97 مليون                                                                            |
| عدد السكان (نسمة)                                         | 15.85 مليون                                          | 130.53 مليون                                                                          |
| الكثافة السكانية (ن./كم²)                                 | 80.57                                                | 66.26                                                                                 |
| العاصمة                                                   | داكار                                                | مدينة مكسيكو                                                                          |
| اللغة الرسمية                                             | لغة فرنسية، اللغة الولوفية، باديارا ‏، اللغة البلنتية | اللغة الإسبانية                                                                       |
| العملة                                                    | فرنك غرب أفريقي                                      | بيزو مكسيكي                                                                           |
| الناتج المحلي الإجمالي (بليون دولار)                      | 16.37 مليار                                          | 1.15 تريليون                                                                          |
| الناتج المحلي الإجمالي (تعادل القوة الشرائية) بليون دولار | 36.62 مليار                                          | 2.16 تريليون                                                                          |
| الناتج المحلي الإجمالي الاسمي للفرد دولار أمريكي          | 899                                                  | 9.01 ألف                                                                              |
| الناتج المحلي الإجمالي للفرد دولار أمريكي                 | 2.33 ألف                                             | 17.32 ألف                                                                             |
| مؤشر التنمية البشرية                                      | 0.466                                                | 0.756                                                                                 |
| رمز المكالمات الدولي                                      | +221                                                 | +52                                                                                   |
| رمز الإنترنت                                              | .sn                                                  | .mx                                                                                   |
| المنطقة الزمنية                                           | 00                                                   | منطقة زمنية وسطى، المنطقة الزمنية الجبلية، زمن منطقة المحيط الهادئ، منطقة زمنية شرقية |

## منظمات دولية مشتركة
يشترك البلدان في عضوية مجموعة من المنظمات الدولية، منها:
| علم المنظمة | اسم المنظمة                        | تاريخ انضمام السنغال | تاريخ انضمام المكسيك |
| ----------- | ---------------------------------- | -------------------- | -------------------- |
|             | مؤسسة التنمية الدولية              | 31 أغسطس 1962        | 24 أبريل 1961        |
|             | يونسكو                             | 10 نوفمبر 1960       | 4 نوفمبر 1946        |
|             | وكالة ضمان الاستثمار متعدد الأطراف | 12 أبريل 1988        | 1 يوليو 2009         |
|             | الأمم المتحدة                      | 28 سبتمبر 1960       | 7 نوفمبر 1945        |
|             | الفريق المعني برصد الأرض           | ?                    | ?                    |
|             | الاتحاد البريدي العالمي            | ?                    | ?                    |
|             | البنك الدولي للإنشاء والتعمير      | 31 أغسطس 1962        | 31 ديسمبر 1945       |
|             | الاتحاد الدولي للاتصالات           | 15 نوفمبر 1960       | 1 يوليو 1908         |
|             | منظمة حظر الأسلحة الكيميائية       | ?                    | ?                    |
|             | مؤسسة التمويل الدولية              | 31 أغسطس 1962        | 20 يوليو 1956        |
|             | منظمة التجارة العالمية             | ?                    | 1995                 |
|             | منظمة الشرطة الجنائية الدولية      | ?                    | ?                    |

## وصلات خارجية
- موقع وزارة الخارجية السنغالية
- موقع وزارة الخارجية المكسيكية